# Casino de la Forêt
Le Casino de la Forêt du Touquet-Paris-Plage, appelé aussi « Casino du Palais », « Palais de l'Europe » et « Palais des congrès », est un complexe regroupant un casino et salles d'exposition, de spectacle et de congrès. Le bâtiment situé place de l’Hermitage est recensé à l'inventaire général du patrimoine culturel.

## Constructions successives
Le premier casino de la Forêt est construit, en bois, en 1904 à l'emplacement de l'hôtel Westminster et est en service jusqu'en 1906. Il reprend sa place en 1907 dans le château en bois qu'Alphonse Daloz, créateur de la station, s'était fait construire en 1864.
La « société anonyme des grands établissements », dirigée par Aboudaram et Ranz, qui possède les deux casinos de la station, le casino de la Plage et le casino de la Forêt, confie, en 1912, la construction du second casino de la Forêt à l'architecte Auguste Bluysen. Il est terminé en 1913, dans un style anglo-normand, en lieu et place du « château » d'Alphonse Daloz. La décoration du hall, de style Louis XVI, est l'œuvre de Jan Lavezzari et de Francis Tattegrain. Il possède une salle de théatre, une salle de danse de style Louis XVI, deux salles de baccara, une salle de petits chevaux, un bar américain et une dancing-room. le tout est masqué par la grande galerie portique qui abrite le kiosque à musique et qui, en 1927, sera reliée à celle du « grand restaurant de la Forêt » réalisé par l'architecte Raoul Jourde. Son activité est interrompue durant la Première Guerre mondiale : il sert alors d'hôpital militaire anglais. Le bâtiment est agrandi en 1925, il y est construit une grande salle comprenant le bar américain, adossée aux salles de baccara, cette salle est aménagée par l'entreprise « Smith, Smith et Wynn ». Le casino connaît son heure de gloire durant les années folles. C'est alors l'une des plus importantes salles de jeux d'Europe, fréquentée par les célébrités du théâtre et du cinéma, de la haute société parisienne ainsi que de l'aristocratie anglaise : le Prince de Galles, futur Édouard VIII, est souvent vu assis autour d'une table de baccara ; de même, chaque jour dans la salle de danse, un excellent orchestre se fait entendre.
Un autre architecte, Raoul Jourde, y apporte des modifications en 1926 en construisant, avec l'entreprise générale, la « Fundation Company » de New York, le « grand restaurant de la Forêt » dans un style Art déco. Il est inauguré le 14 avril 1927. Ce restaurant, situé à droite de la place devant l'entrée du casino et en bordure de la place de l'Hermitage, est relié à la galerie du casino, comme le laisse comprendre la vue des deux plans d'architecte, celui du casino et celui du restaurant. De grandes baies éclairent la salle de restaurant donnant l'impression de dîner dans la forêt; en son centre, un parquet de danse et une petite scène pour orchestre. Aux angles des façades, on trouve au sommet des parties arrondies, des ensembles lumineux en métal doré et glace opaque, stylisant des pommes de pin nombreuses dans la forêt du Touquet. La direction du restaurant est confiée à M. Humbert venant du Café de Paris, à Monte-Carlo.
Le bâtiment du deuxième casino de la Forêt est détruit en majeure partie lors de la Seconde Guerre mondiale.
Le troisième édifice, érigé à sa place en 1950, sous la direction de l'architecte Louis Quételart, correspond dans les grandes lignes à celui qui a été rebaptisé[Quand ?] « casino du Palais » et accueille depuis le début des années 2020 le centre international de congrès du Touquet-Paris-Plage connu sous la dénomination « Palais de l'Europe ».

## Palais des Congrès
Le 29 février 2020 est inauguré le palais des Congrès, rénové et agrandi, en présence du préfet du Pas-de-Calais, du président de la région Hauts-de-France et du député de la circonscription. Cette importante rénovation est l'œuvre de l'architecte Jean-Michel Wilmotte et construite par Spie Batignolles. Ce palais des congrès, en plus des différentes salles et salons rénovées, comme les salles Molière et Shakespeare et les salons Schuman, Adenauer et Churchill, des transformations majeures ont été apportées au bâtiment, notamment la nouvelle toiture de la salle Molière qui comporte deux verrières, la mise à plat du hall Jacques Duhamel, ancien ministre des Affaires culturelles, et de la salle Victor Boucher (419 places), acteur français, directeur artistique du théâtre du Casino de 1905 à 1914. Le palais des congrès compte aussi une nouvelle salle de spectacles/congrès de 1 200 places : la salle Maurice Ravel (1 156 places) en hommage au musicien qui réside au Touquet-Paris-Plage dans les années 1930.

L'intérieur du nouveau palais des Congrès inauguré en 2020
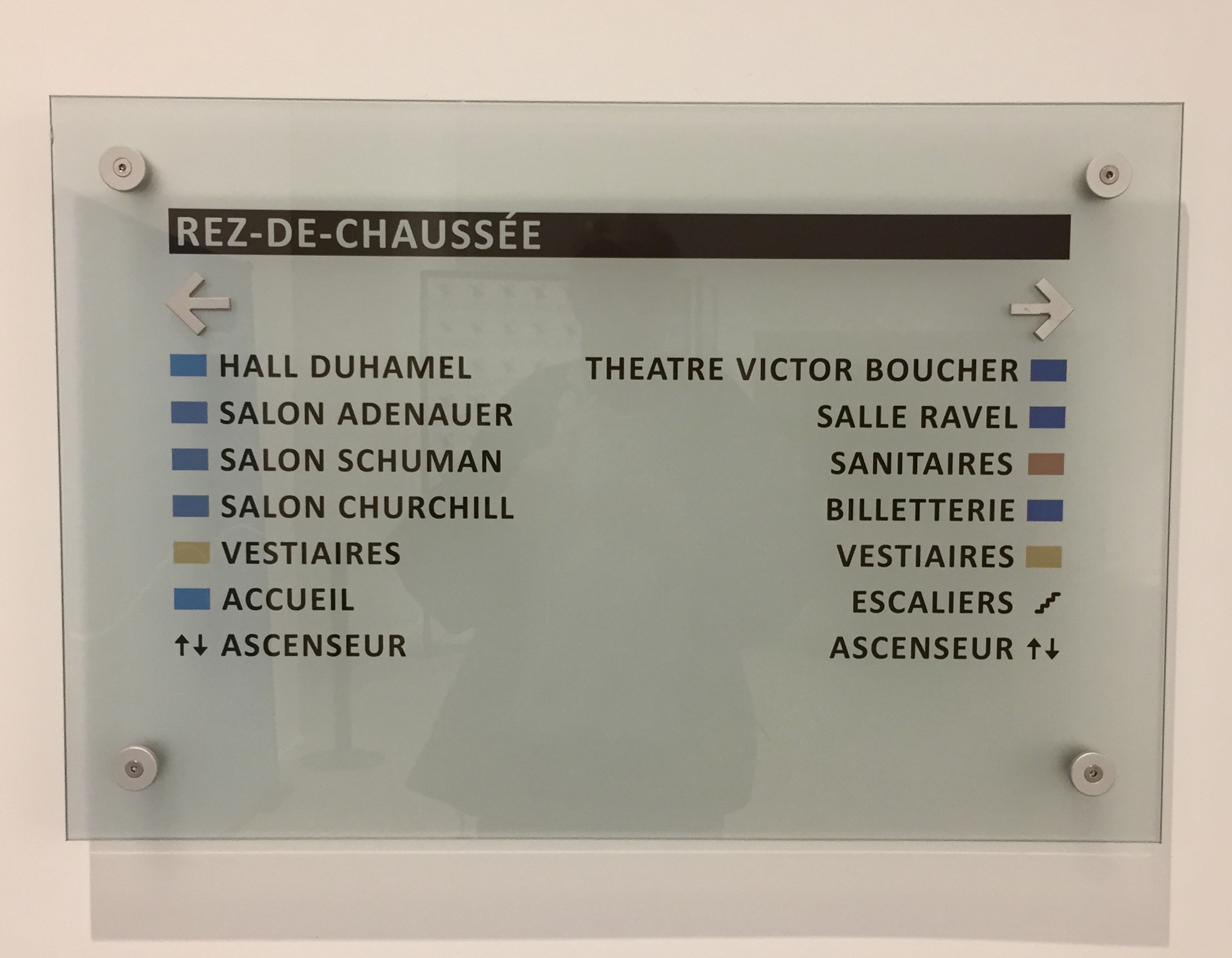
Les différentes salles et salons du nouveau palais des Congrès.
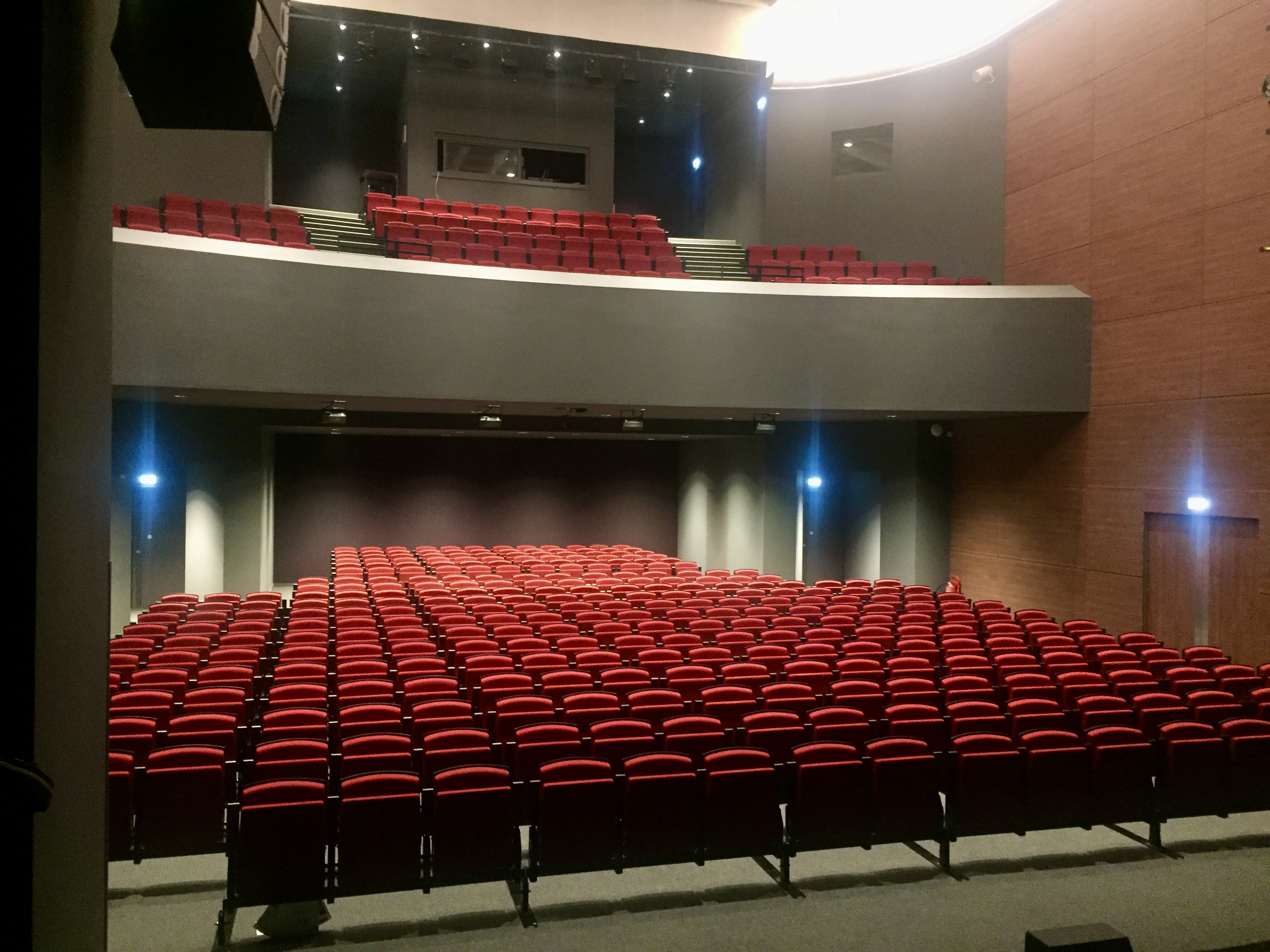
La salle de théâtre Victor Boucher vue de la scène.
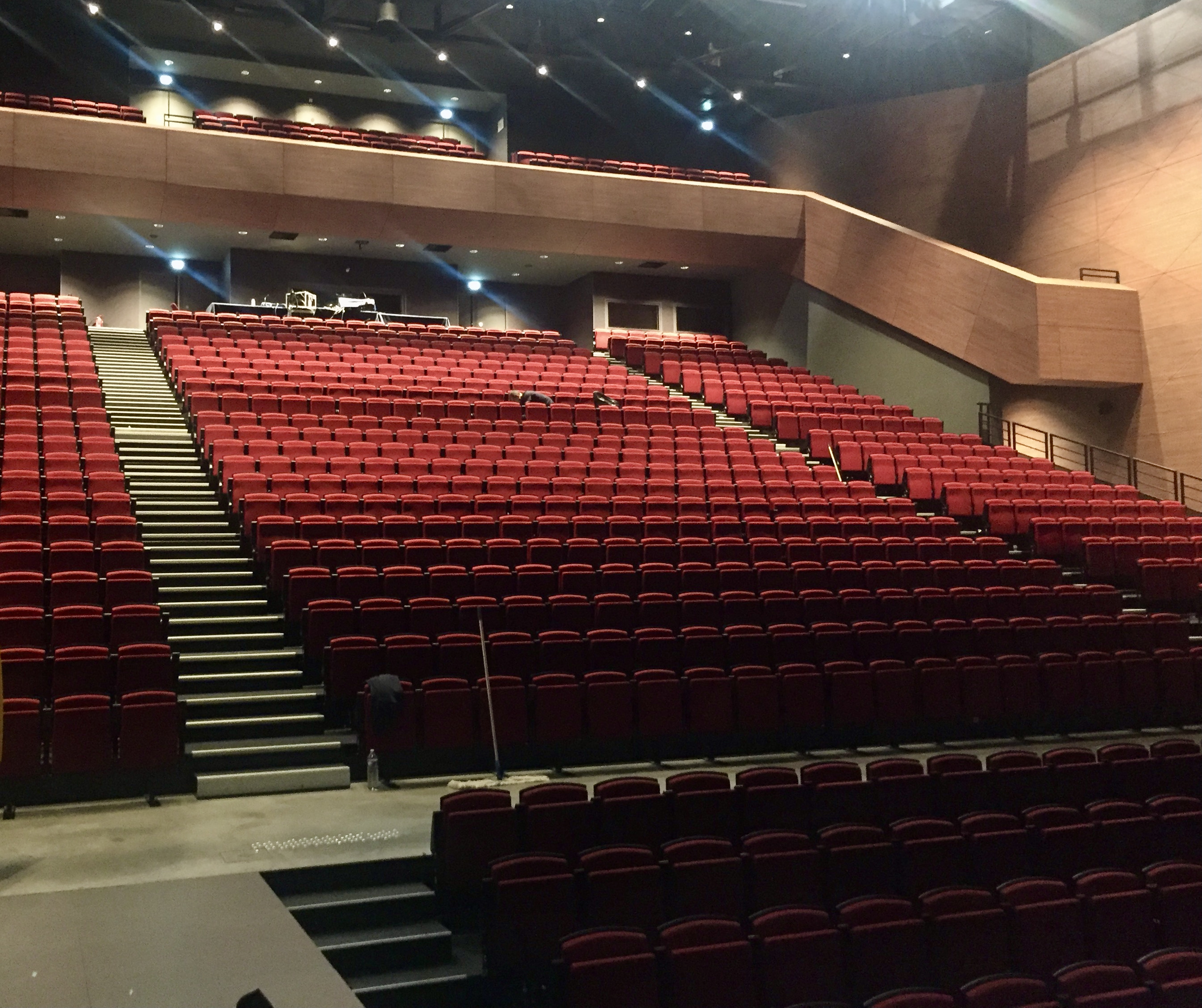
La salle de spectacle et de congrès Maurice-Ravel vue de la scène.
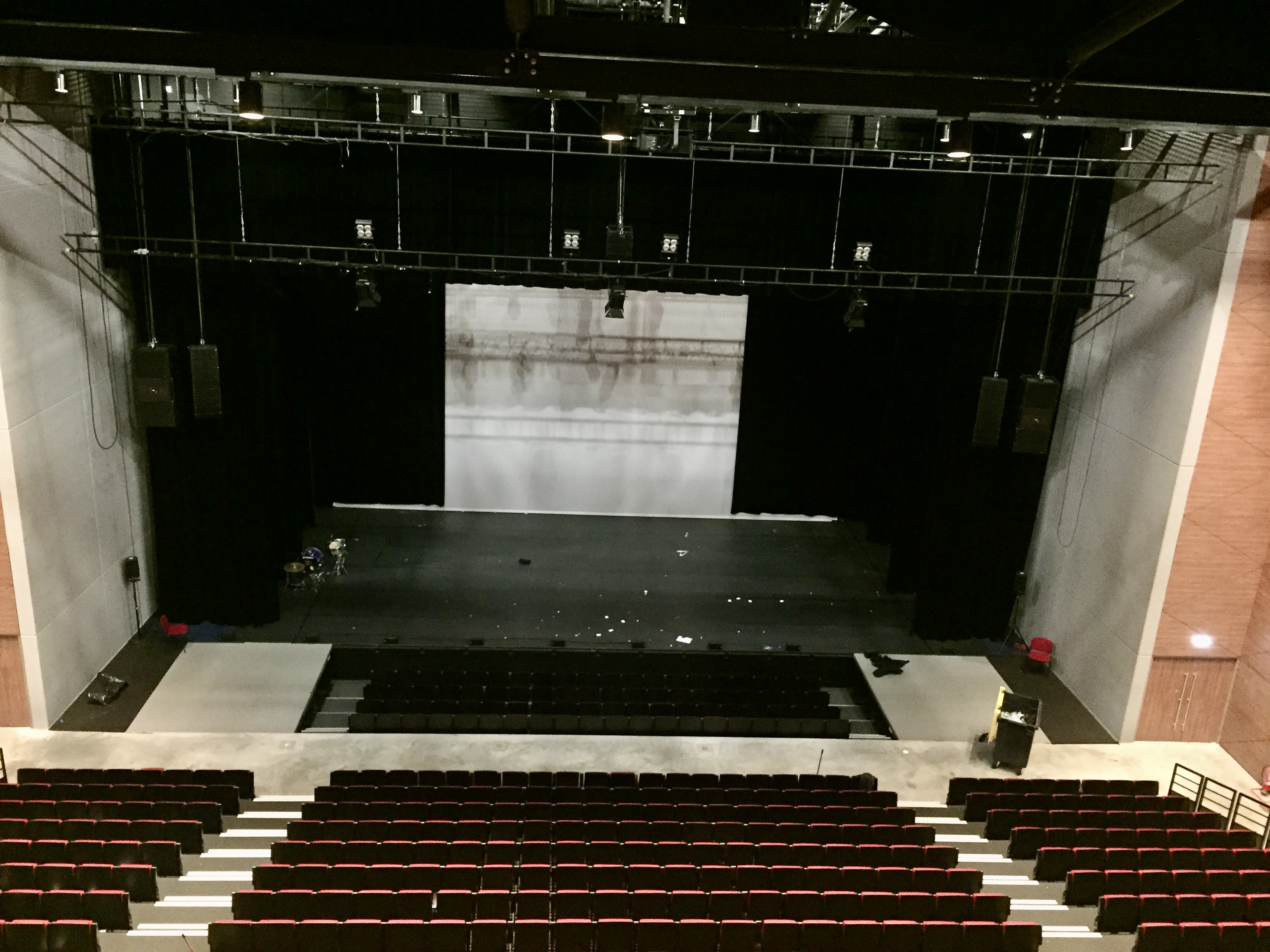
La salle de spectacle et de congrès Maurice-Ravel vue du balcon.

## Jardins
Depuis 1987, d'importants travaux d'amélioration des jardins ont été effectués par la commune.
En 1987, à la suite des partenariats établis avec d'autres stations touristiques françaises, un platane a été planté pour Vichy, un mélèze pour Courchevel et un pin parasol pour Saint-Tropez.
En 2000, cinq arbres pouvant vivre un millénaire ont été plantés par les enfants des écoles primaires : chaque arbre représente un continent, le cercle de fleurs représentant la circonférence du globe terrestre.
En 2003, un ensemble de vingt variétés de buis a été planté dans la rocaille à gauche du bâtiment, à la suite de l'installation au Touquet-Paris-Plage le 12 novembre 2003 du siège de la première association européenne d'amateurs de jardin (European Boxwood and Topiary Society - EBTS France). Un partenariat avec cette association a permis de former les jardiniers de la ville au château de Versailles. Cette formation leur permet d'entretenir la forme géométrique parfaite du parterre d'ifs planté en 2006 devant l'entrée principale.
En 2007, les jardins ont été agréés par l'association régionale des parcs et jardins du Nord - Pas-de-Calais, ce dont témoigne un cèdre de Chypre.

## Casino de la Forêt en photos

Le casino de la Forêt de 1913
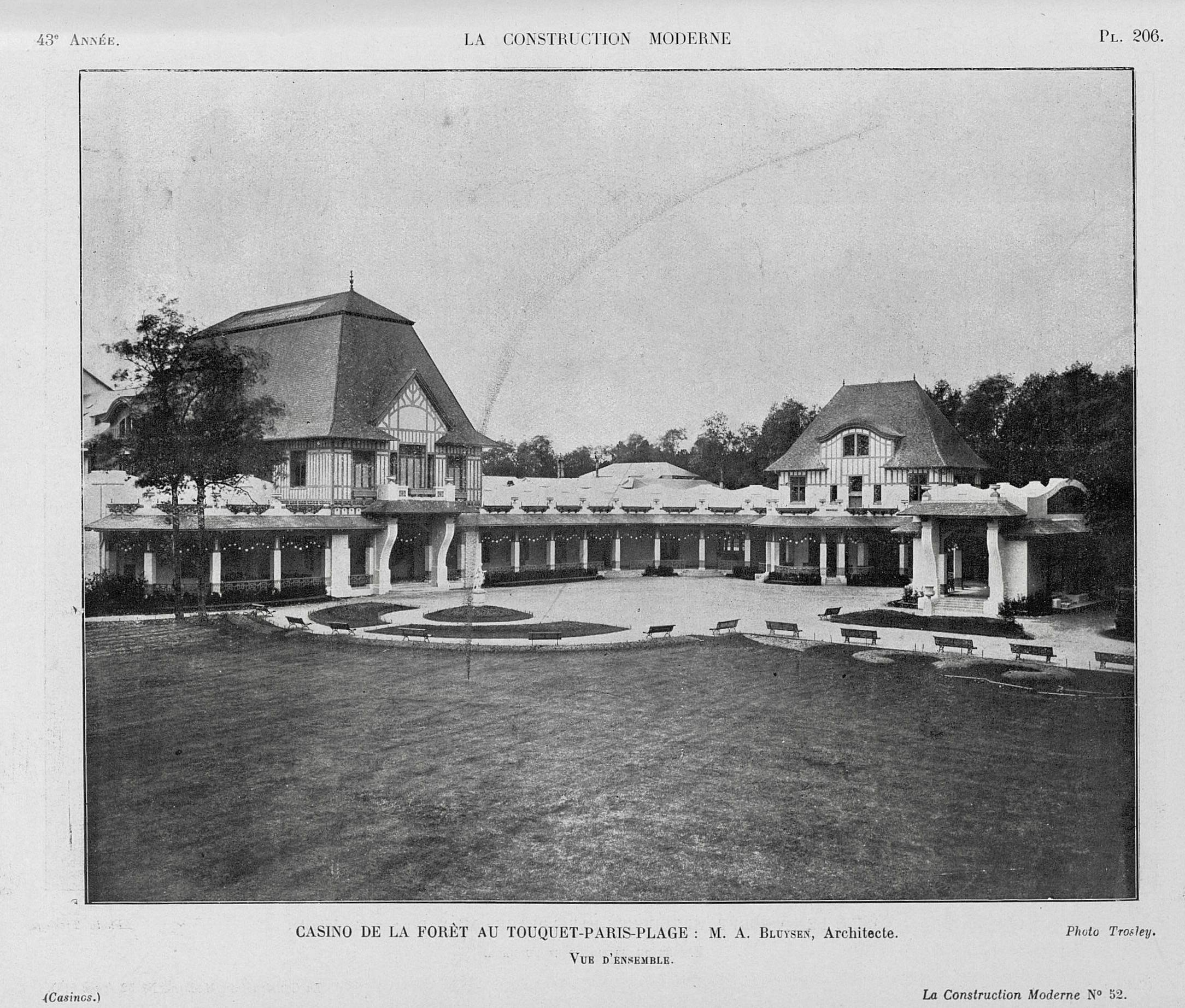
Vue générale du casino de 1913.
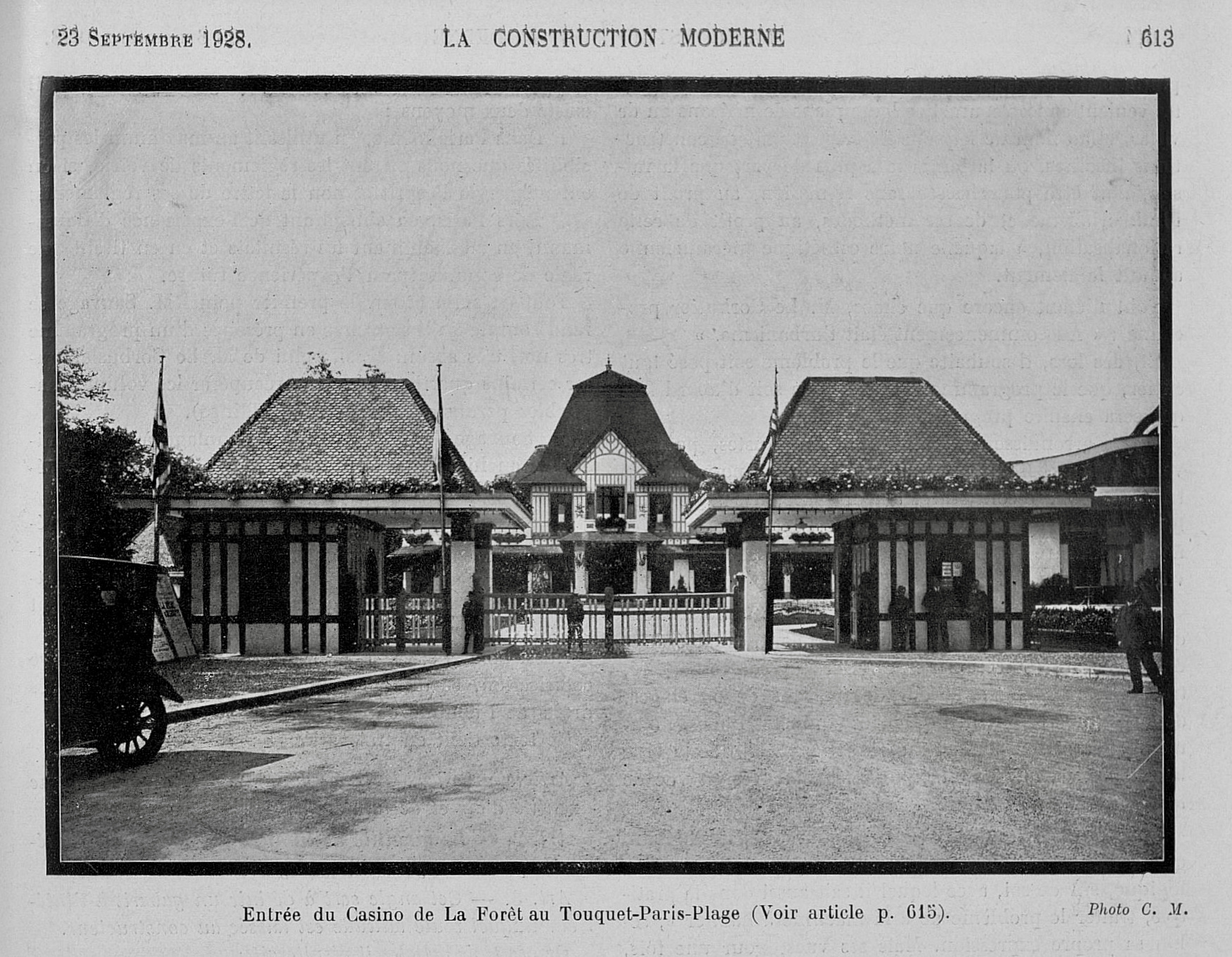
L'entrée sur la place de l'Hermitage.
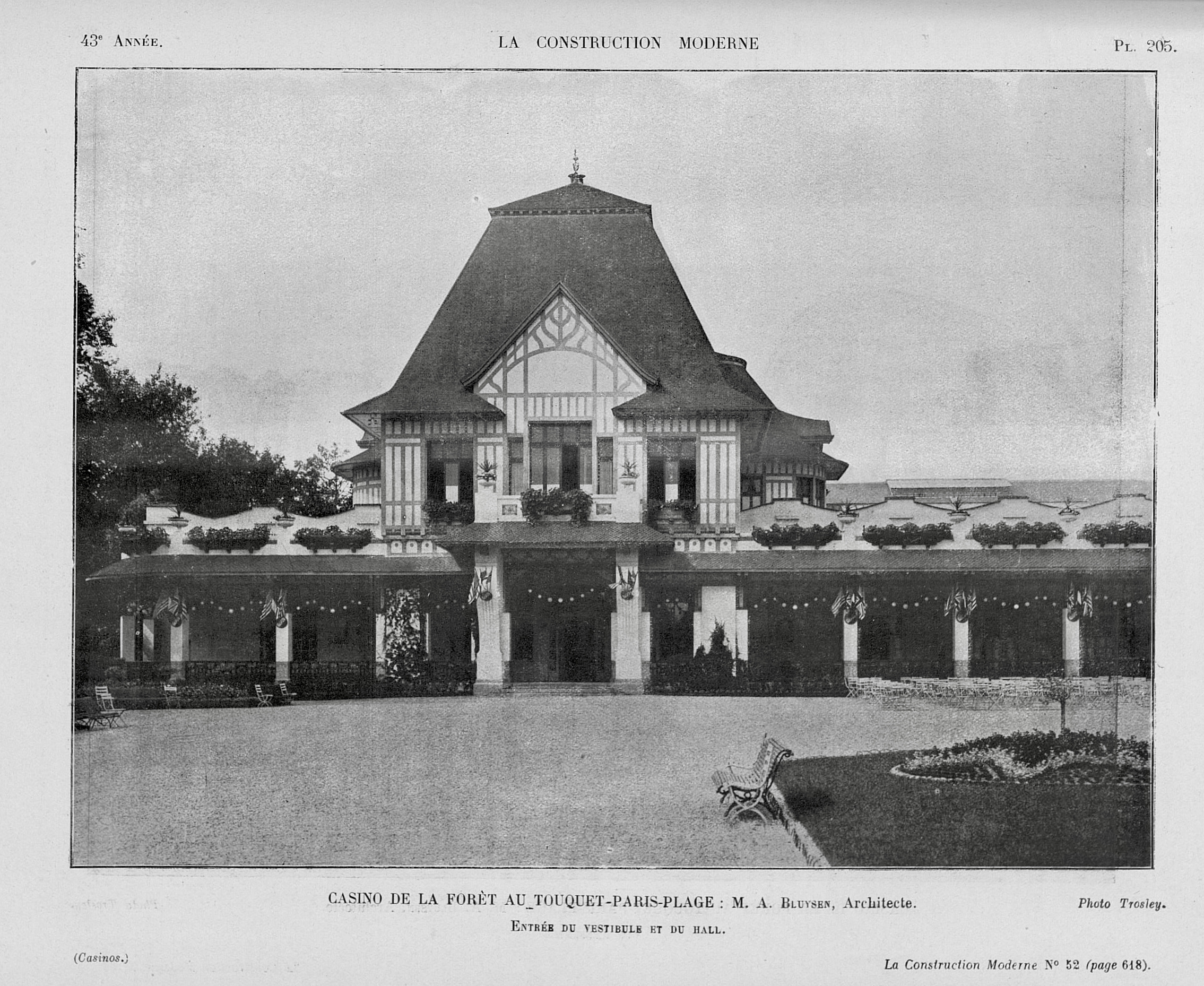
L'entrée du vestibule et du hall.
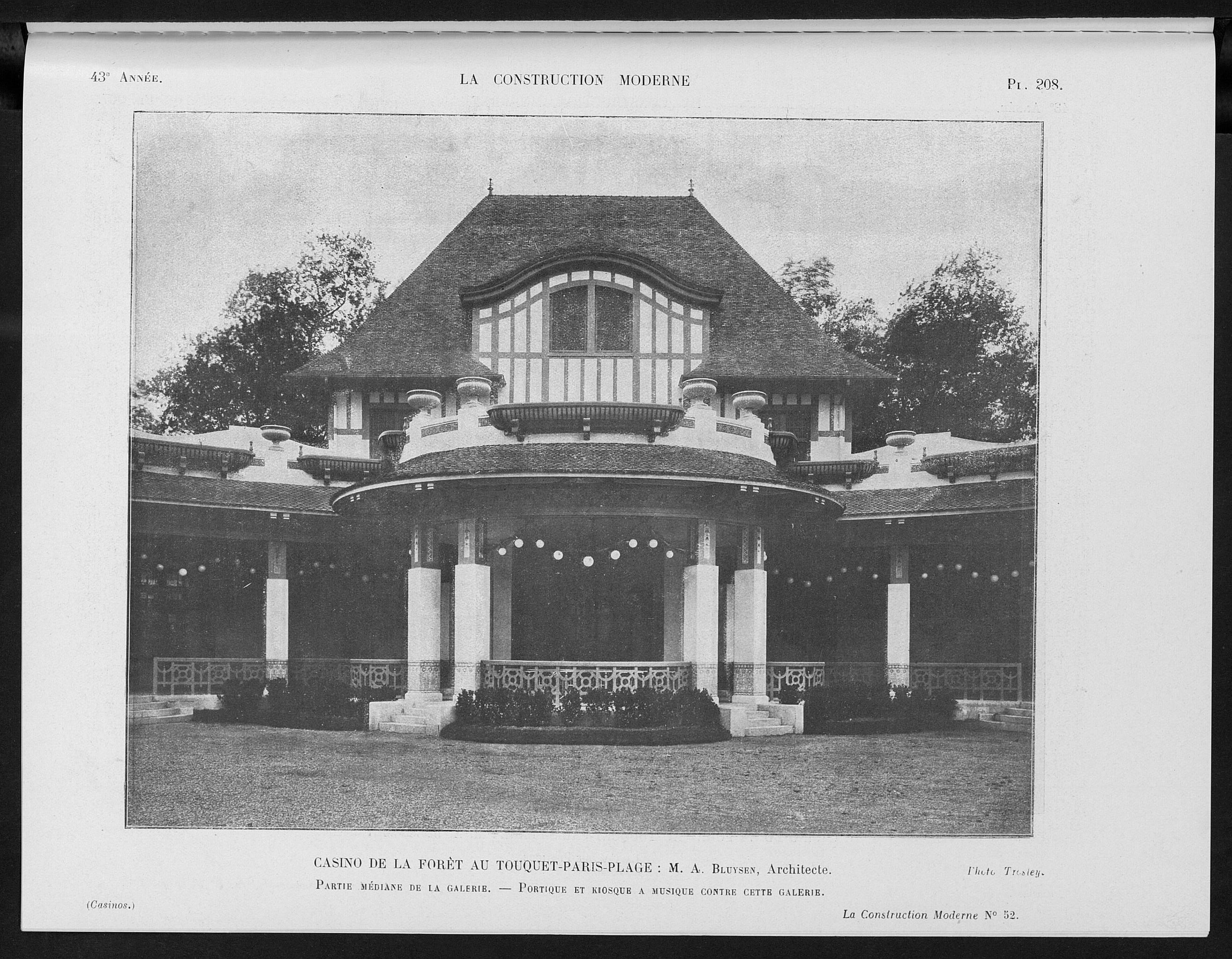
La partie centrale, avec le kiosque à musique, perpendiculaire la place de l'Hermitage.
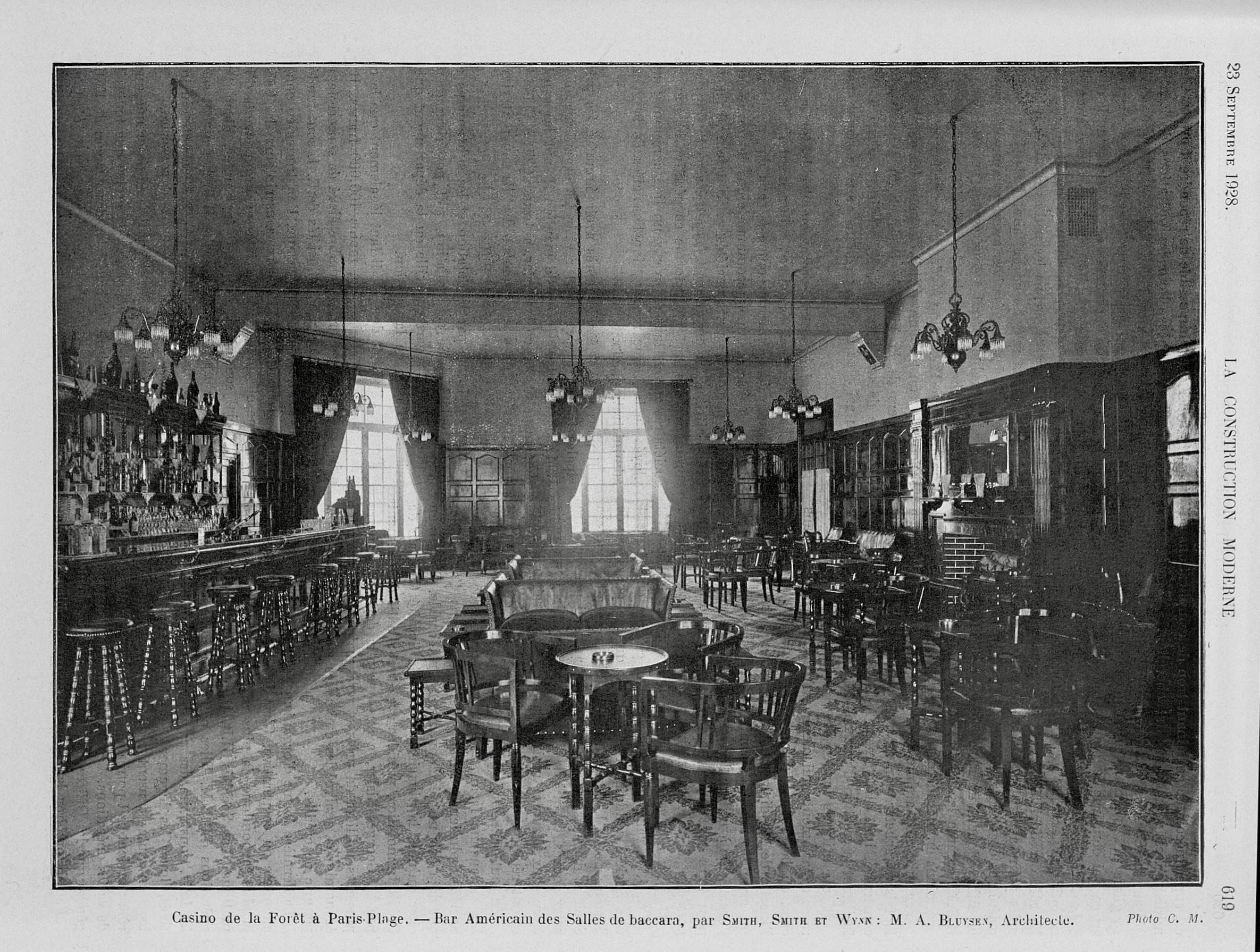
Le bar américain et la salle de baccara.
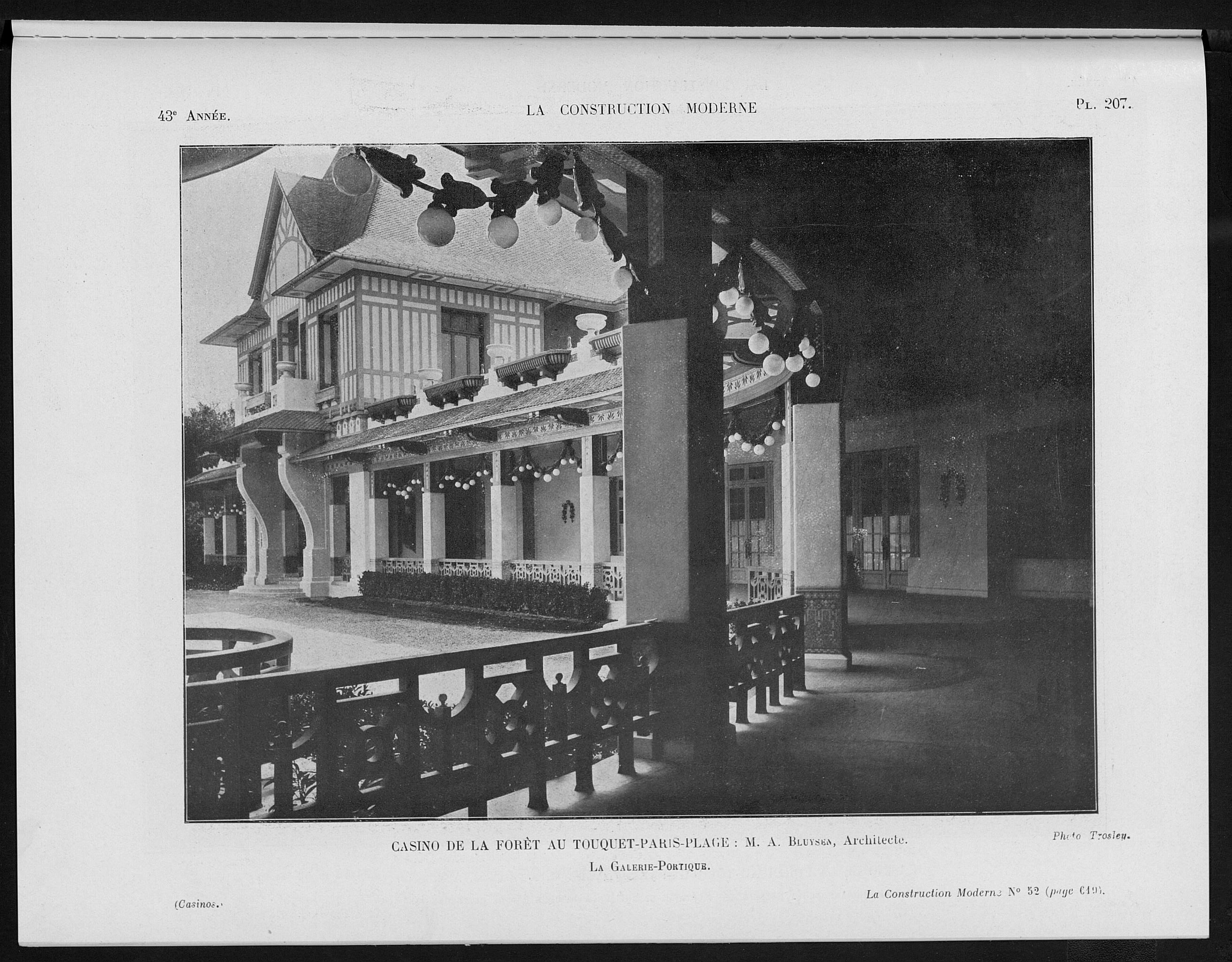
La galerie portique.
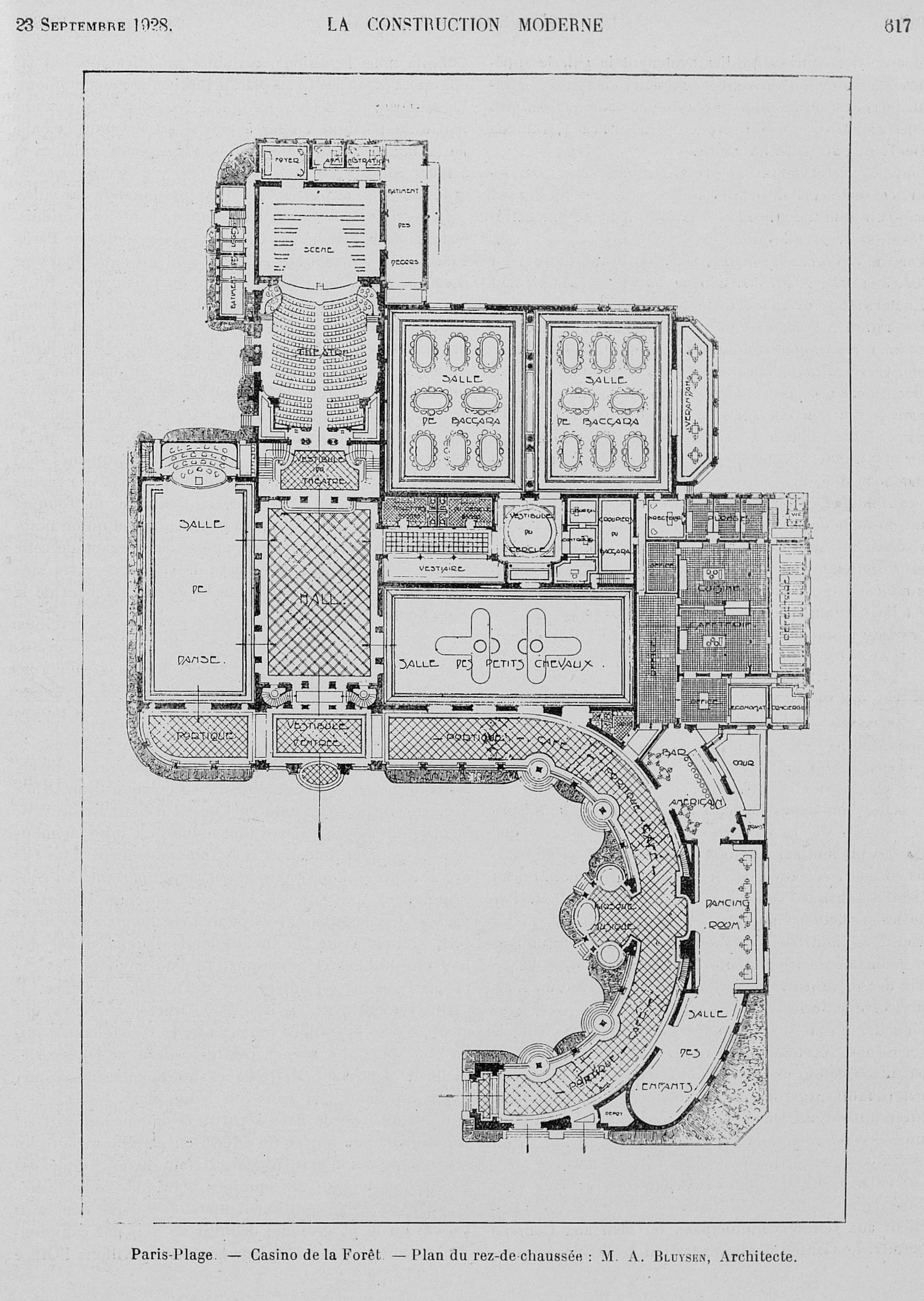
Le plan de l'architecte Auguste Bluysen.

Le grand restaurant de la Forêt de 1927
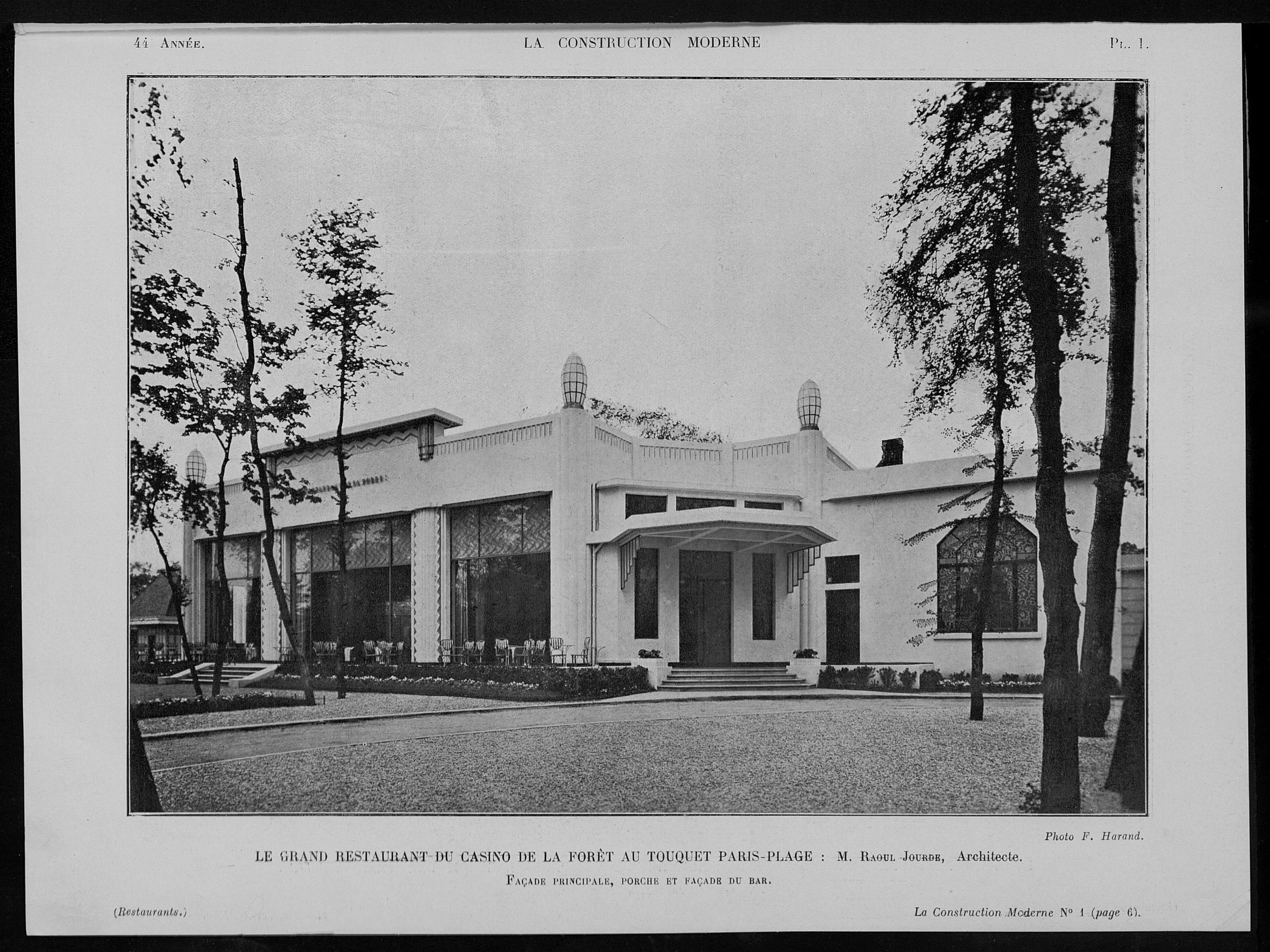
La façade principale.
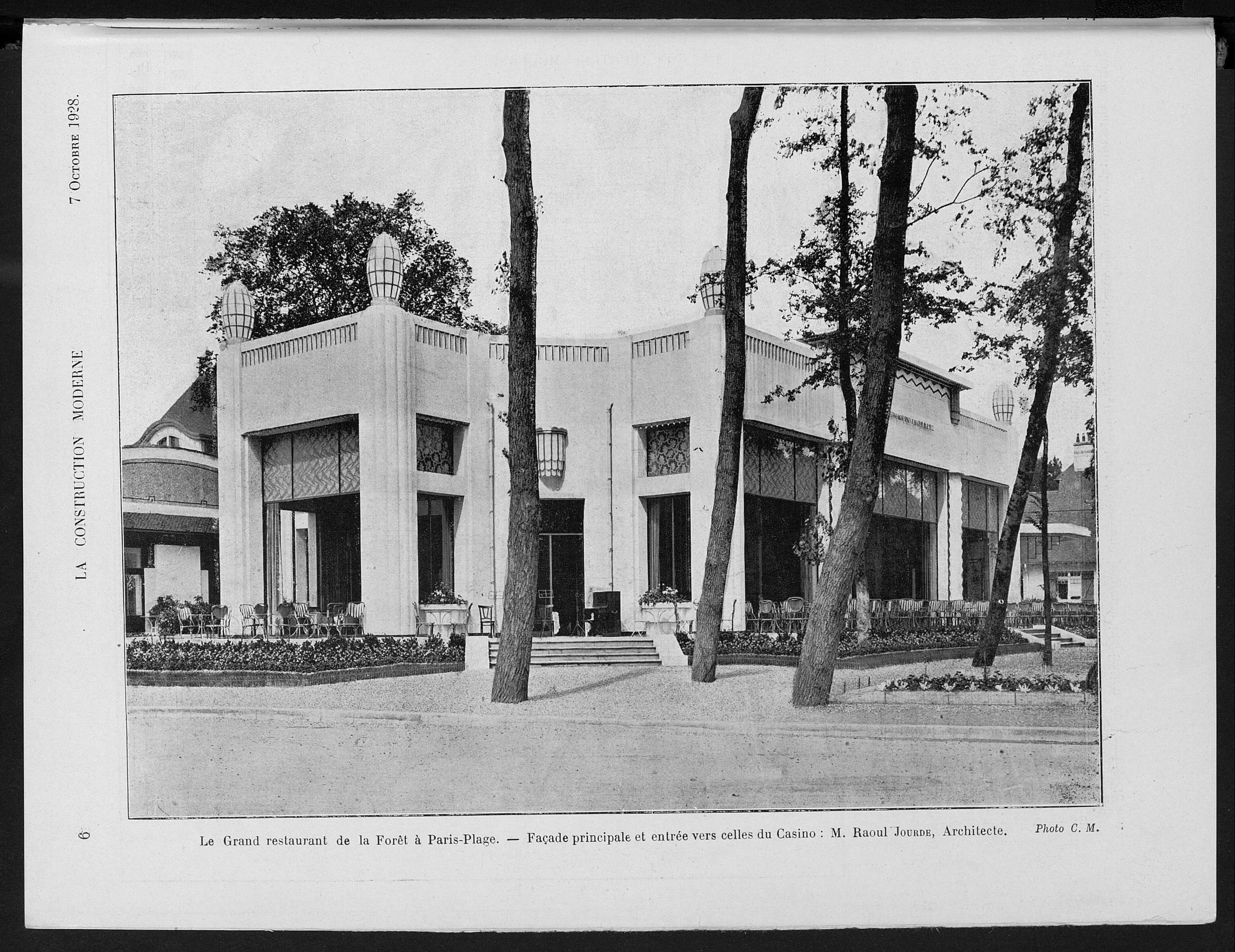
La façade principale et l'entrée vers celles du casino.
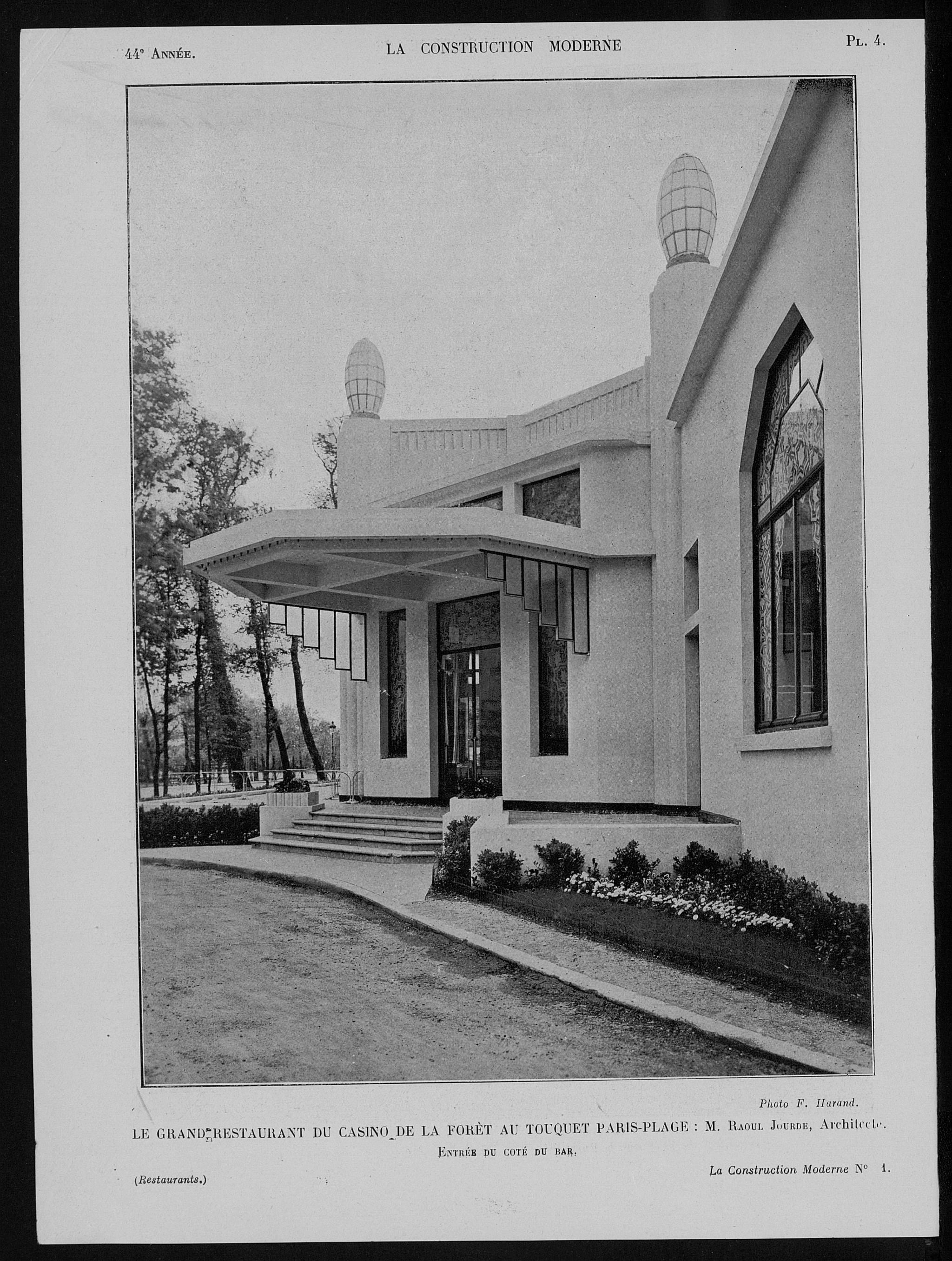
L'entrée côté bar.
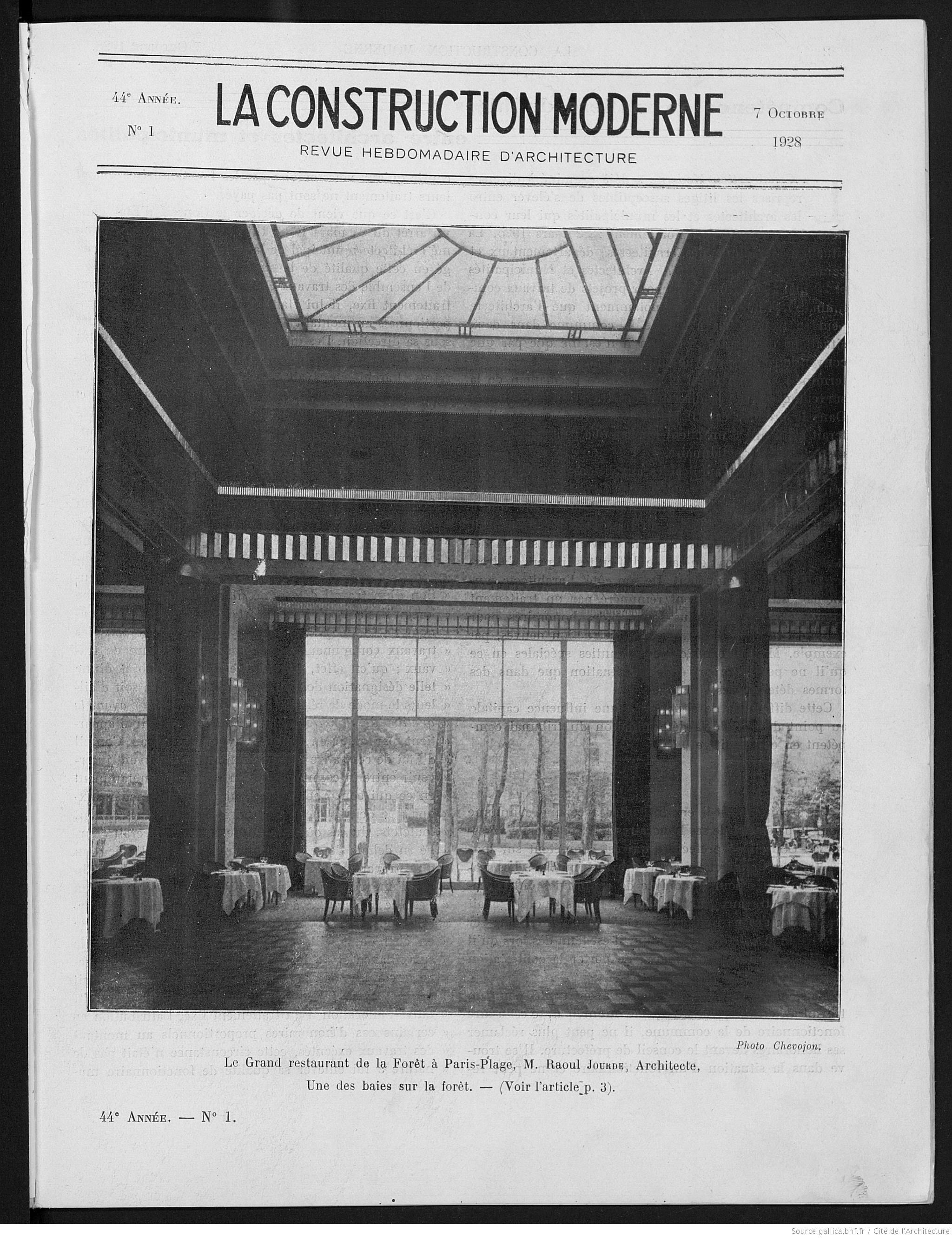
Le restaurant avec vue sur la forêt.
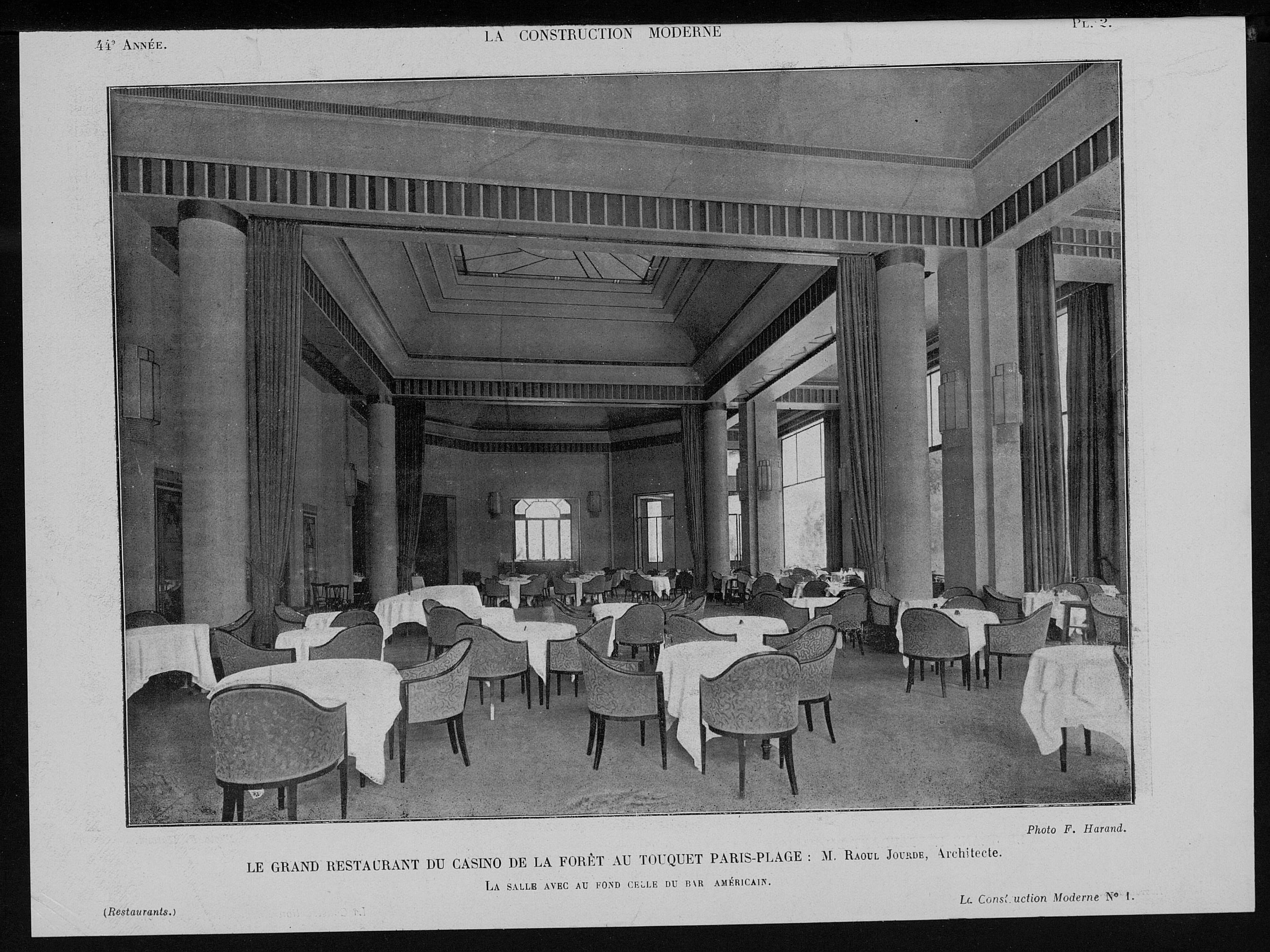
La salle de restaurant et, au fond, le bar américain.
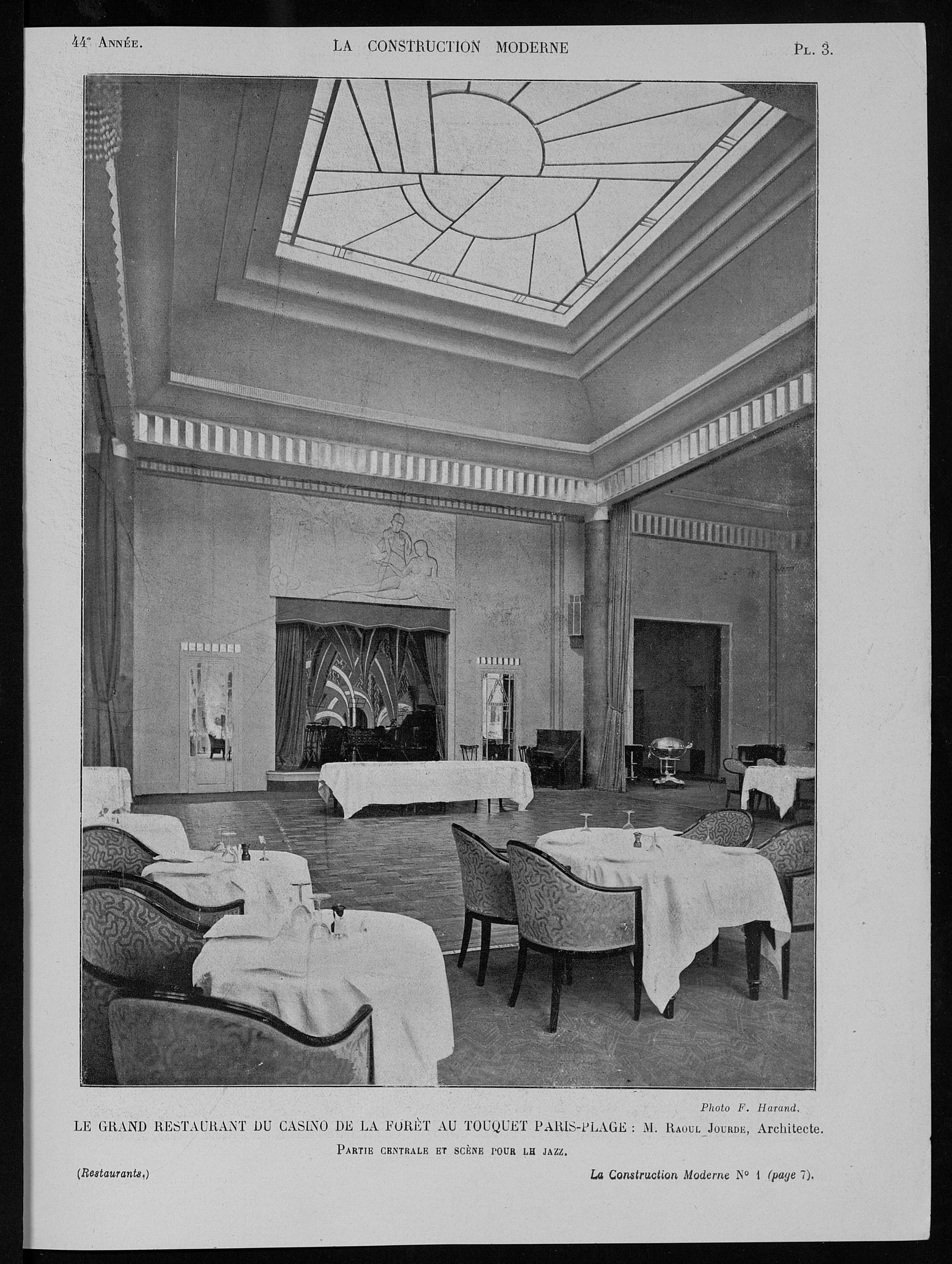
La partie centrale et la scène pour le jazz.
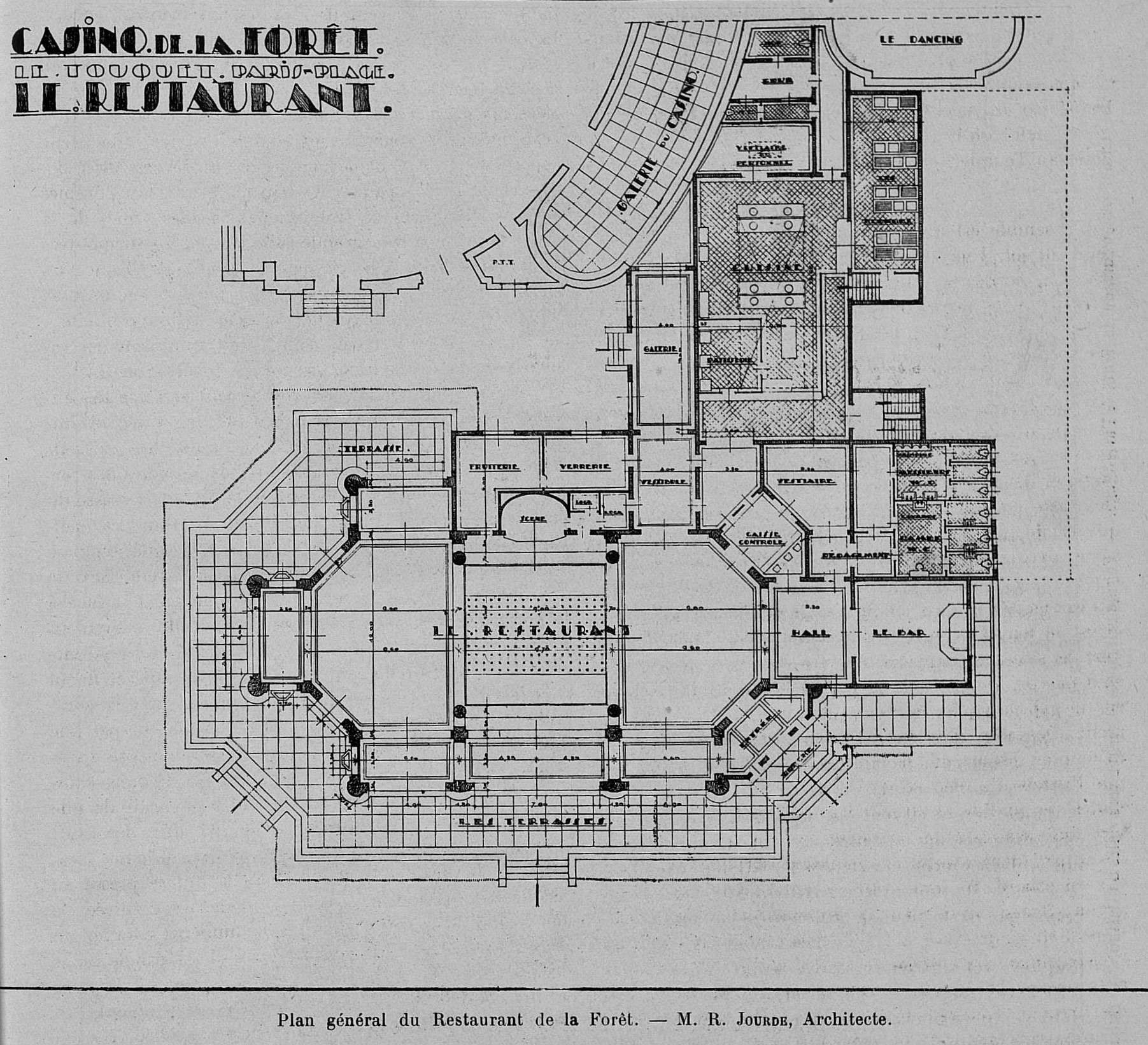
Le plan du restaurant.
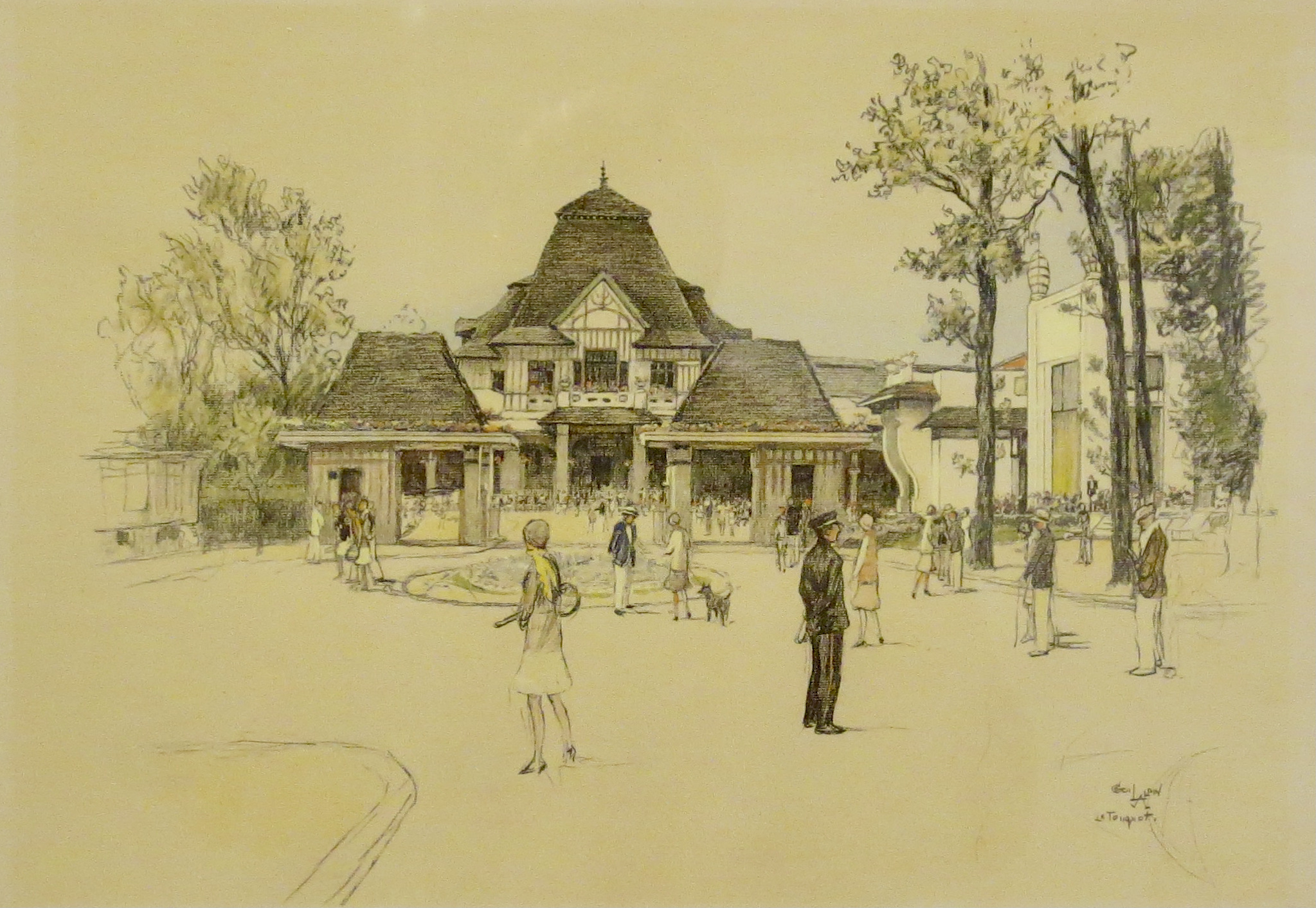
1927, le casino de la forêt avec le grand restaurant de la Forêt.

Le casino de 1950 et le palais des Congrès
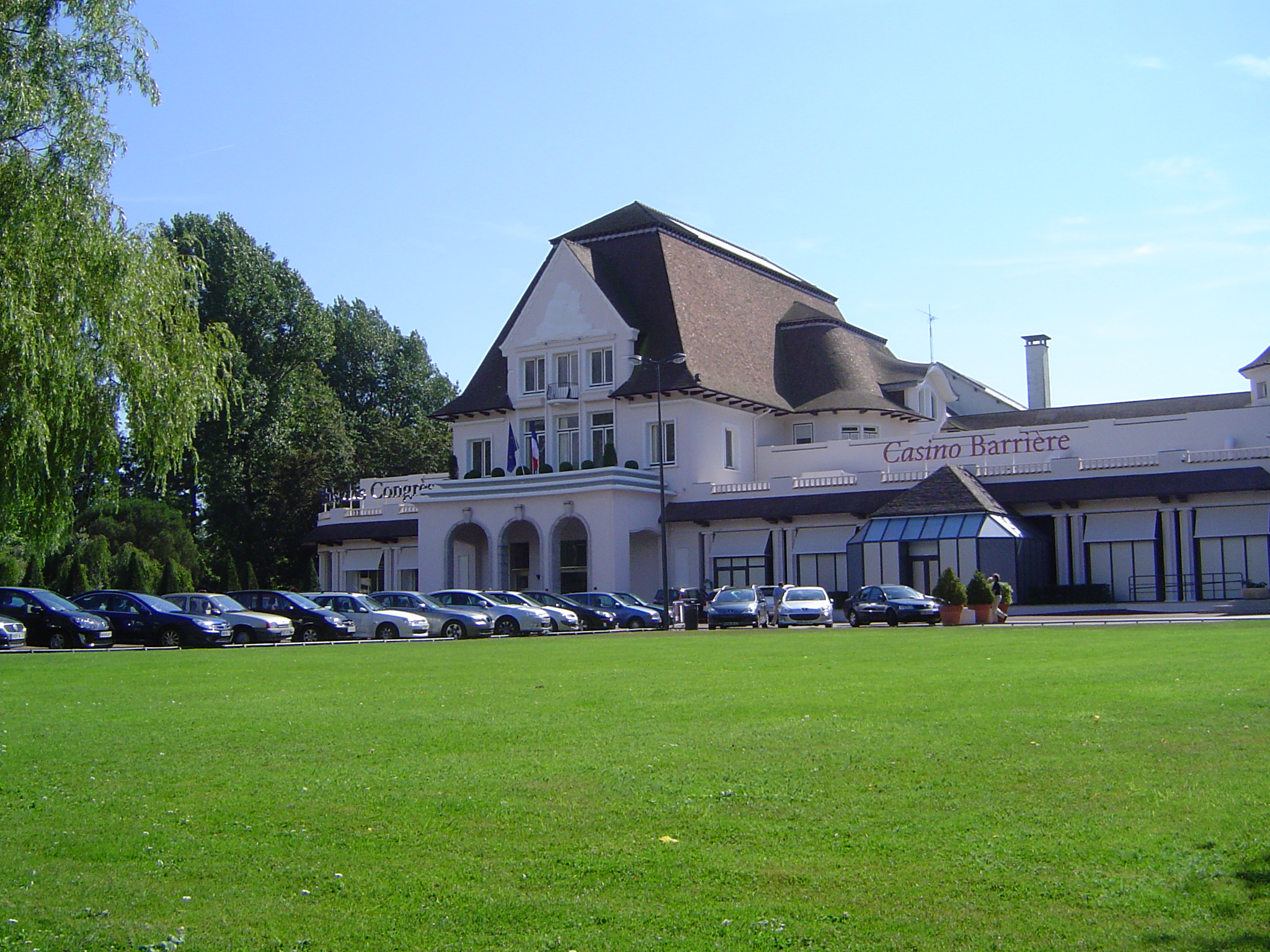
2010, le casino de la Forêt.
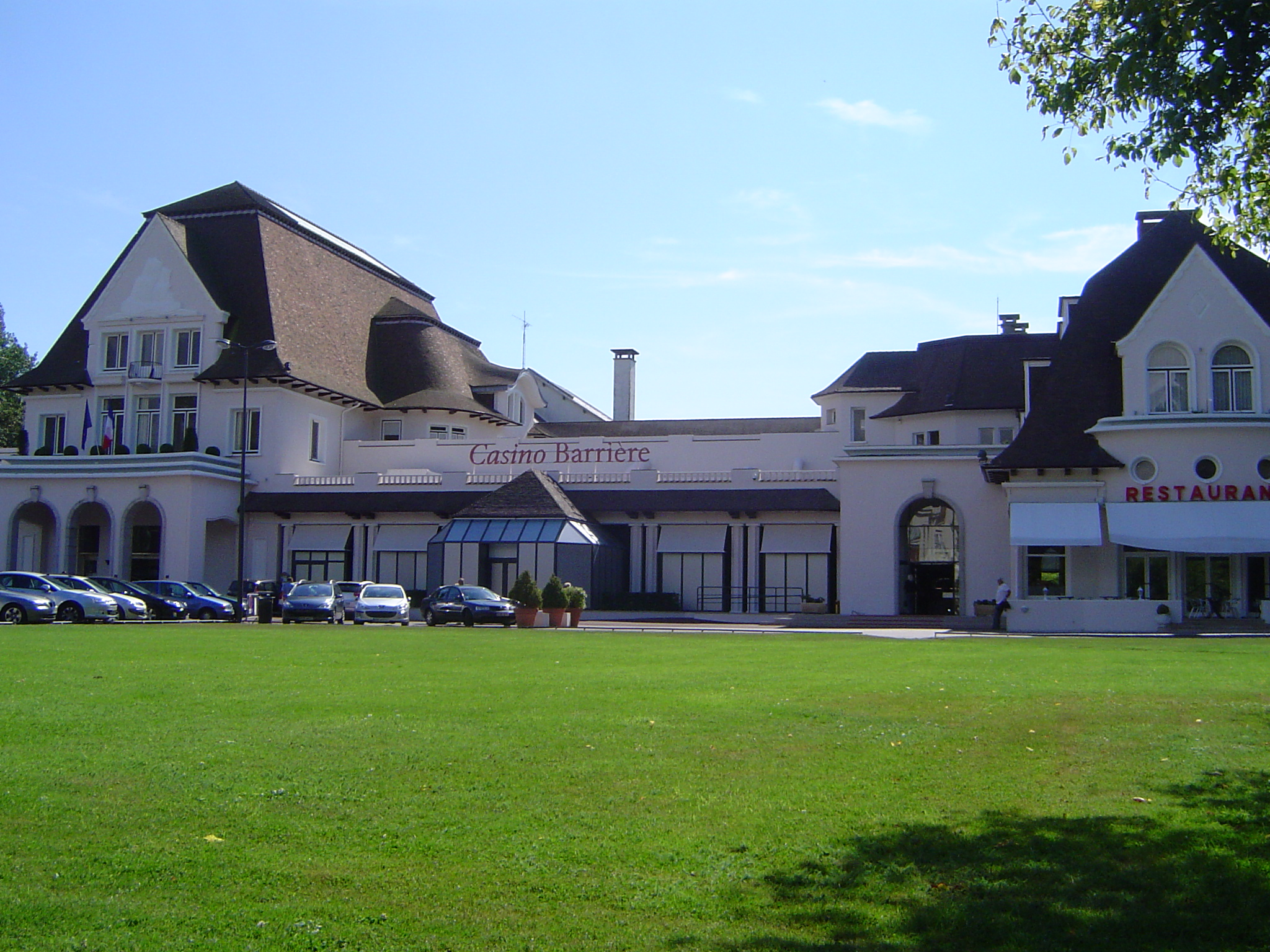
2010, le casino de la Forêt.
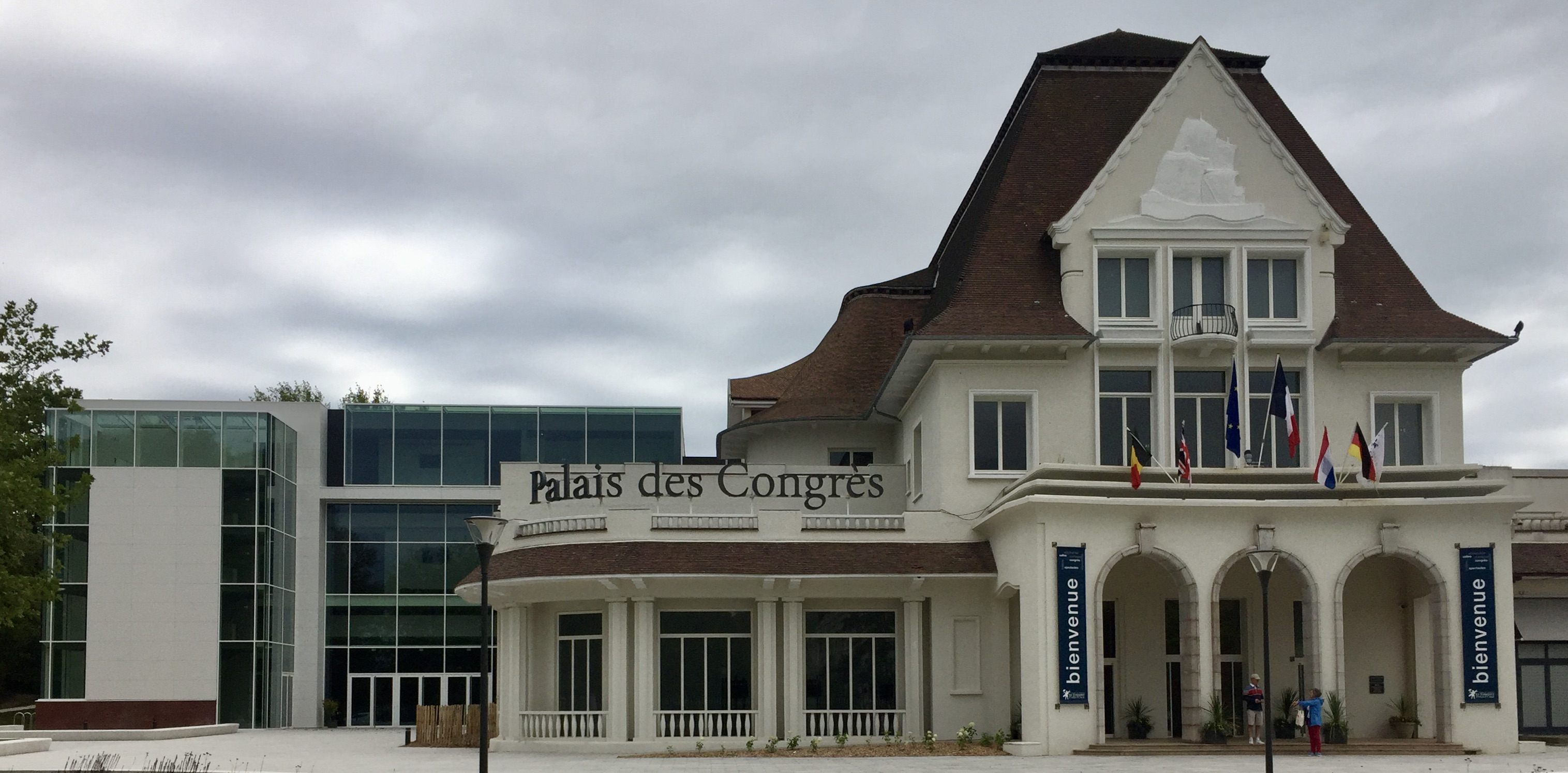
2020, extension du palais des Congrès.

## Pour approfondir